# Radio (motocicleta)
Radio fou una marca espanyola de motocicletes, fabricades a Madrid entre 1918 i 1922 pel català J. Dalmau. La seva empresa fou la primera a fabricar motocicletes en sèrie a l'estat espanyol.
Les motos Radio duien un motor de 250 cc de dos temps molt avançat per a l'època, suspensió anterior de paral·lelogram i transmissió per corretja. L'any del seu llançament, una Radio va guanyar el Campionat de Castella de motociclisme en la categoria de fins a 300 cc, i el mes d'abril de 1921, Ricardo V. Arche hi guanyà la Pujada a Las Perdices i el Quilòmetre Llançat de Madrid, ambdues curses en la categoria de fins a 350 cc.